# Nedju Ratschew
Nedju Ratschew (bulgarisch: Недю Рачев; * 4. Oktober 1915; † unbekannt) war ein bulgarischer Radrennfahrer.

## Sportliche Laufbahn
Ratschew startete bei den Olympischen Sommerspielen 1936 in Berlin im Sprint und schied beim Sieg von Toni Merkens in der 2. Runde gegen Louis Chaillot aus.